# Eriska
Eriska ist eine Insel in der schottischen Council Area Argyll and Bute. Sie liegt an der Mündung des Nebenarmes Loch Creran in den Loch Linnhe. In einer weitergefassten Definition wird sie manchmal zu den Inneren Hebriden gezählt. Sie ist nicht zu verwechseln mit der Insel Eriskay, die zu den Äußeren Hebriden gehört.

## Geografie
Die Insel markiert die Einfahrt in den Loch Creran. Sie weist eine Länge von etwa 1,8 km bei einer maximalen Breite von etwa 900 m auf. Die höchste Erhebung misst 47 m. Im Süden trennt sie bei Flut eine rund 100 m breite Wasserstraße von dem schottischen Festland bei Benderloch. Bei Niedrigwasser fällt diese jedoch trocken, sodass Eriska eine Gezeiteninsel ist. Der Lynn of Lorne trennt Eriska im Westen von der Insel Lismore. Östlich, im Loch Creran, liegt die kleine Sgeir Caillich.

## Besiedlung

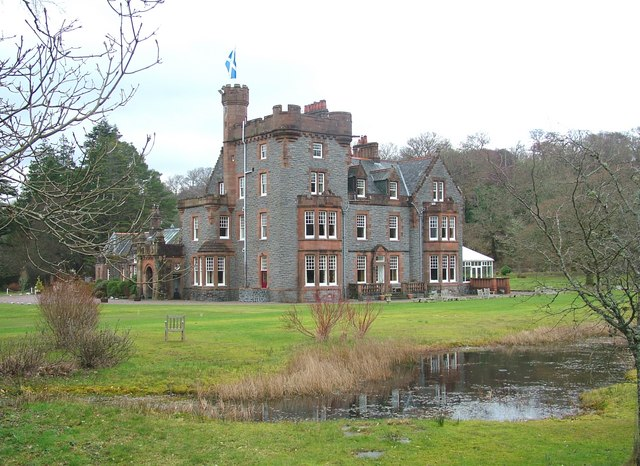
Eriska Hotel (2007)

Die historische Besiedlung Eriskas kann lange zurückverfolgt werden. Hiervon zeugt beispielsweise der Eriska Crannóg. Im Zensus 2011 ist die Einwohnerzahl Eriskas in der Tabelle der Inseln nicht explizit ausgewiesen, obschon ihre Größe eine Listung rechtfertigt. Möglicherweise wurde sie als Gezeiteninsel oder auf Grund der Straßenbrücke nicht berücksichtigt. Auf der Insel befindet sich das Herrenhaus Eriska House, das der Clan Stewart dort in den 1880er Jahren errichten ließ. Heute beherbergt es einen Hotelbetrieb, weshalb zumindest von einer zeitweisen Besiedlung ausgegangen werden kann.